# Natjalnik Tjukotki
Natjalnik Tjukotki (russisk: Начальник Чукотки) er en sovjetisk spillefilm fra 1966 af Vitalij Melnikov.

## Medvirkende
- Mikhail Kononov som Bytjkov
- Aleksej Gribov som Timofej Ivanovitj Khramov
- Gennadij Danzanov som Wukwutagin
- Nikolaj Volkov som Mr. Stenson
- Pavel Vinnik